# スペンドラップ

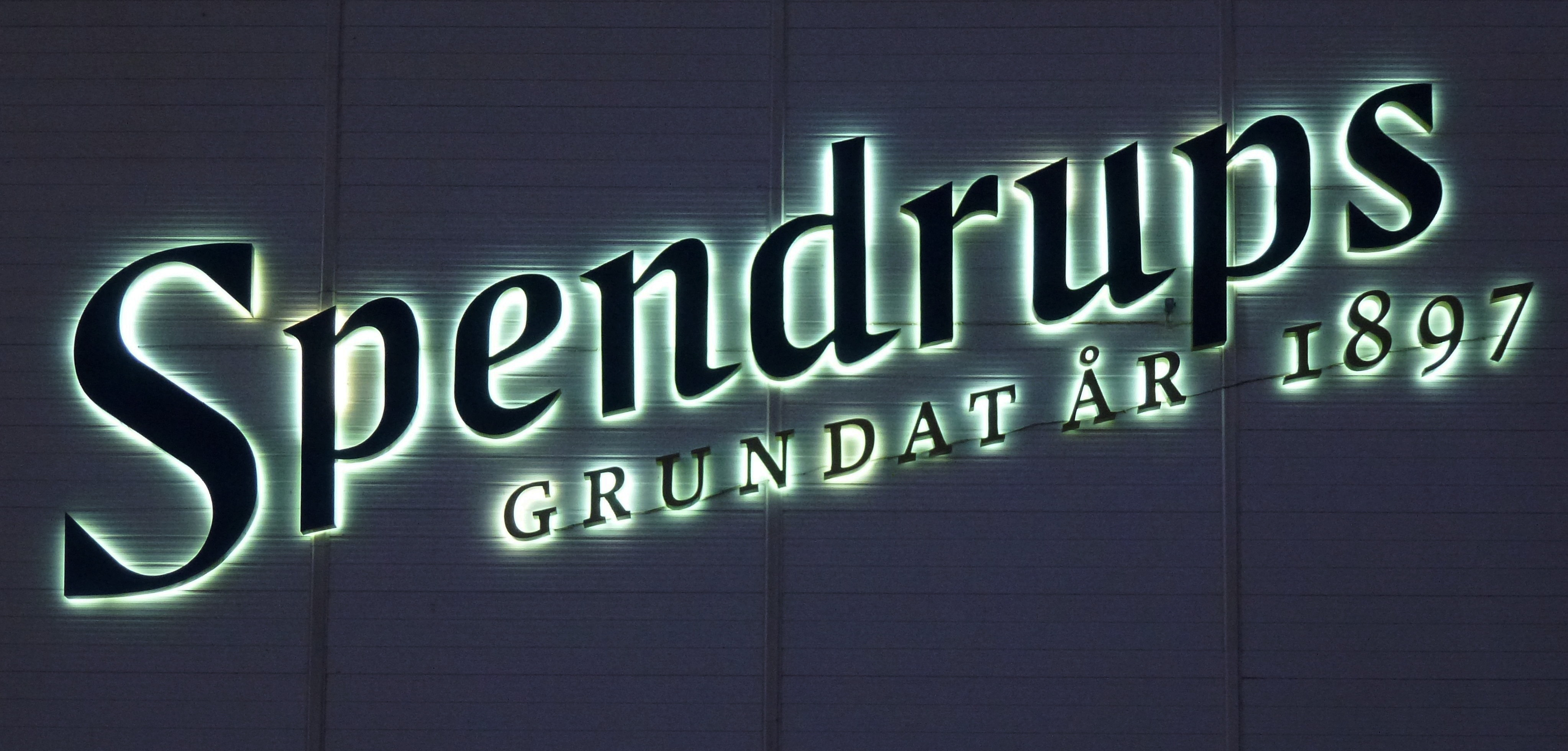
Spendrups

スペンドラップ（Spendrups Bryggeri AB）はスウェーデンのビール醸造会社でありそのブランド名である。本社はヴォールビュー（Vårby）のフッディンゲ（Huddinge）に所在し、醸造所はグレンゲスベルグ（Grängesberg）、ヴォールビューとヴィスビュー（実験的施設のゴトランド醸造所）にある。

## 概要
スペンドラップは1989年から2000年までスウェーデンでペプシコーラのライセンス生産権を持っていた。2000年にこのライセンス生産権がプリップス（コカコーラのライセンス生産権を失っていた）に奪われるとスペンドラップはその代わりにイギリスのヴァージン・コーラのライセンス生産権を獲得した。スペンドラップはロベルツ社（Roberts AB）で生産されるソーダとシロップから作られるユールムストの主要な瓶詰め業者でもあるが、ユールムストは他の様々な会社も独自のブランドで瓶詰め製造している。

## 歴史
醸造会社はグレンゲスベルグ醸造所として1923年に始まった。会社は、1967年にマリースタッツ醸造（Mariestads bryggeri）、1980年にリシングスボー醸造（Risingsbo Ångbryggeri）、1989年にヴォールビュー醸造所（AB Wårby Bryggerier）を吸収して成長し、1983年に社名をスペンドラップ醸造（Spendrups Bryggeri）とした。

## ブランド
スペンドラップ・オリジナル（Spendrups Original）
ノルランズ・グルド（Norrlands Guld）
ロカ（Loka）
ヴィスビュー・クロステロル（Wisby Klosteröl）
オールド・ゴールド（Old Gold）
ヴィスビュー・ピルス（Wisby Pils）
スペンドラップが所有するヴィスビューのゴトランド醸造所で作られるペールラガービールである。このビールの名前は街の名に因んで付けられた。
マリースタッツ（Mariestads）
1967年にマリースタッツ醸造を吸収した時からスペンドラップが所有するブランドである。